# Lucas Valley-Marinwood
Lucas Valley-Marinwood és una concentració de població designada pel cens dels Estats Units a l'estat de Califòrnia. Segons el cens del 2000 tenia 6.357 habitants.

## Demografia
Segons el cens del 2000, Lucas Valley-Marinwood tenia 6.357 habitants, 2.369 habitatges, i 1.764 famílies. La densitat de població era de 438,3 habitants/km².
Dels 2.369 habitatges en un 37,4% hi vivien nens de menys de 18 anys, en un 61,5% hi vivien parelles casades, en un 10,1% dones solteres, i en un 25,5% no eren unitats familiars. En el 19,9% dels habitatges hi vivien persones soles el 10,4% de les quals corresponia a persones de 65 anys o més que vivien soles. El nombre mitjà de persones vivint en cada habitatge era de 2,64 i el nombre mitjà de persones que vivien en cada família era de 3,03.
Per edats la població es repartia de la següent manera: un 26,6% tenia menys de 18 anys, un 3,6% entre 18 i 24, un 23,8% entre 25 i 44, un 30,2% de 45 a 60 i un 15,8% 65 anys o més.
L'edat mitjana era de 43 anys. Per cada 100 dones de 18 o més anys hi havia 84,4 homes.
La renda mitjana per habitatge era de 85.444 $ i la renda mitjana per família de 95.852 $. Els homes tenien una renda mitjana de 65.583 $ mentre que les dones 51.132 $. La renda per capita de la població era de 38.423 $. Entorn del 2% de les famílies i el 3,7% de la població estaven per davall del llindar de pobresa.

## Poblacions més properes
El següent diagrama mostra les poblacions més properes.